# Čilenci
Čilenci so narod, ki živi večinoma na območju današnjega Čila.